# العلاقات الإثيوبية الليتوانية
العلاقات الإثيوبية الليتوانية هي العلاقات الثنائية التي تجمع بين إثيوبيا وليتوانيا.

## مقارنة بين البلدين
هذه مقارنة عامة ومرجعية للدولتين:
| وجه المقارنة                                              | إثيوبيا                        | ليتوانيا                                                    |
| --------------------------------------------------------- | ------------------------------ | ----------------------------------------------------------- |
| المساحة (كم2)                                             | 1.10 مليون                     | 65.30 ألف                                                   |
| عدد السكان (نسمة)                                         | 104.96 مليون                   | 2.79 مليون                                                  |
| الكثافة السكانية (ن./كم²)                                 | 95.42                          | 42.73                                                       |
| العاصمة                                                   | أديس أبابا                     | فيلنيوس، كاوناس                                             |
| اللغة الرسمية                                             | اللغة الأمهرية                 | اللغة الليتوانية                                            |
| العملة                                                    | بير إثيوبي                     | ليتاس ليتواني، يورو                                         |
| الناتج المحلي الإجمالي (بليون دولار)                      | 80.56 مليار                    | 47.17 مليار                                                 |
| الناتج المحلي الإجمالي (تعادل القوة الشرائية) بليون دولار | 161.90 مليار                   | 84.06 مليار                                                 |
| الناتج المحلي الإجمالي الاسمي للفرد دولار أمريكي          | 619                            | 14.15 ألف                                                   |
| الناتج المحلي الإجمالي للفرد دولار أمريكي                 | 1.50 ألف                       | 27.69 ألف                                                   |
| مؤشر التنمية البشرية                                      | 0.442                          | 0.839                                                       |
| رمز المكالمات الدولي                                      | +251                           | +370                                                        |
| رمز الإنترنت                                              | .et                            | .lt                                                         |
| المنطقة الزمنية                                           | ت ع م+03:00، توقيت شرق أفريقيا | ت ع م+02:00، ت ع م+03:00، أوروبا/فيلنيوس ‏، توقيت شرق أوروبا |

## مدن متوأمة
في ما يلي قائمة باتفاقيات التوأمة بين مدن إثيوبية وليتوانية:
- ترتبط أديس أبابا مع كاوناس باتفاقية توأمة منذ 2004.

## منظمات دولية مشتركة
يشترك البلدان في عضوية مجموعة من المنظمات الدولية، منها:
| علم المنظمة | اسم المنظمة                        | تاريخ انضمام إثيوبيا | تاريخ انضمام ليتوانيا |
| ----------- | ---------------------------------- | -------------------- | --------------------- |
|             | الاتحاد البريدي العالمي            | ?                    | ?                     |
|             | مؤسسة التنمية الدولية              | 11 أبريل 1961        | 23 سبتمبر 2011        |
|             | منظمة حظر الأسلحة الكيميائية       | ?                    | ?                     |
|             | الأمم المتحدة                      | 13 نوفمبر 1945       | 17 سبتمبر 1991        |
|             | وكالة ضمان الاستثمار متعدد الأطراف | 13 أغسطس 1991        | 8 يونيو 1993          |
|             | منظمة الشرطة الجنائية الدولية      | ?                    | ?                     |
|             | مؤسسة التمويل الدولية              | 20 يوليو 1956        | 15 يناير 1993         |
|             | البنك الدولي للإنشاء والتعمير      | 27 ديسمبر 1945       | 6 يوليو 1992          |
|             | الاتحاد الدولي للاتصالات           | 20 فبراير 1932       | 1 يوليو 1923          |
|             | يونسكو                             | 1 يوليو 1955         | 7 أكتوبر 1991         |

## وصلات خارجية
- موقع وزارة الخارجية الإثيوبية
- موقع وزارة الخارجية الليتوانية